# Corral-Rubio
Corral-Rubio ist ein Dorf und eine spanische Gemeinde (municipio) mit nur noch 302 Einwohnern (Stand: 2024) in der Provinz Albacete in der Autonomen Region Kastilien-La Mancha im Südosten Spaniens.

## Lage und Klima
Corral-Rubio liegt im Südosten Neukastiliens etwa 42 km (Fahrtstrecke) ostsüdöstlich der Provinzhauptstadt Albacete in einer Höhe von ca. 875 m. 
Das Klima im Winter ist gemäßigt, im Sommer dagegen warm bis heiß; die eher geringen Niederschlagsmengen fallen – mit Ausnahme der nahezu regenlosen Sommermonate – verteilt übers ganze Jahr.

## Bevölkerungsentwicklung
| Jahr      | 1970 | 1981 | 1991 | 2001 | 2011 | 2021 |
| Einwohner | 866  | 705  | 498  | 447  | 403  | 300  |

## Sehenswürdigkeiten
- Michaeliskirche (Iglesia de Nuestra Señora de los Remedios)
- Isidorkapelle

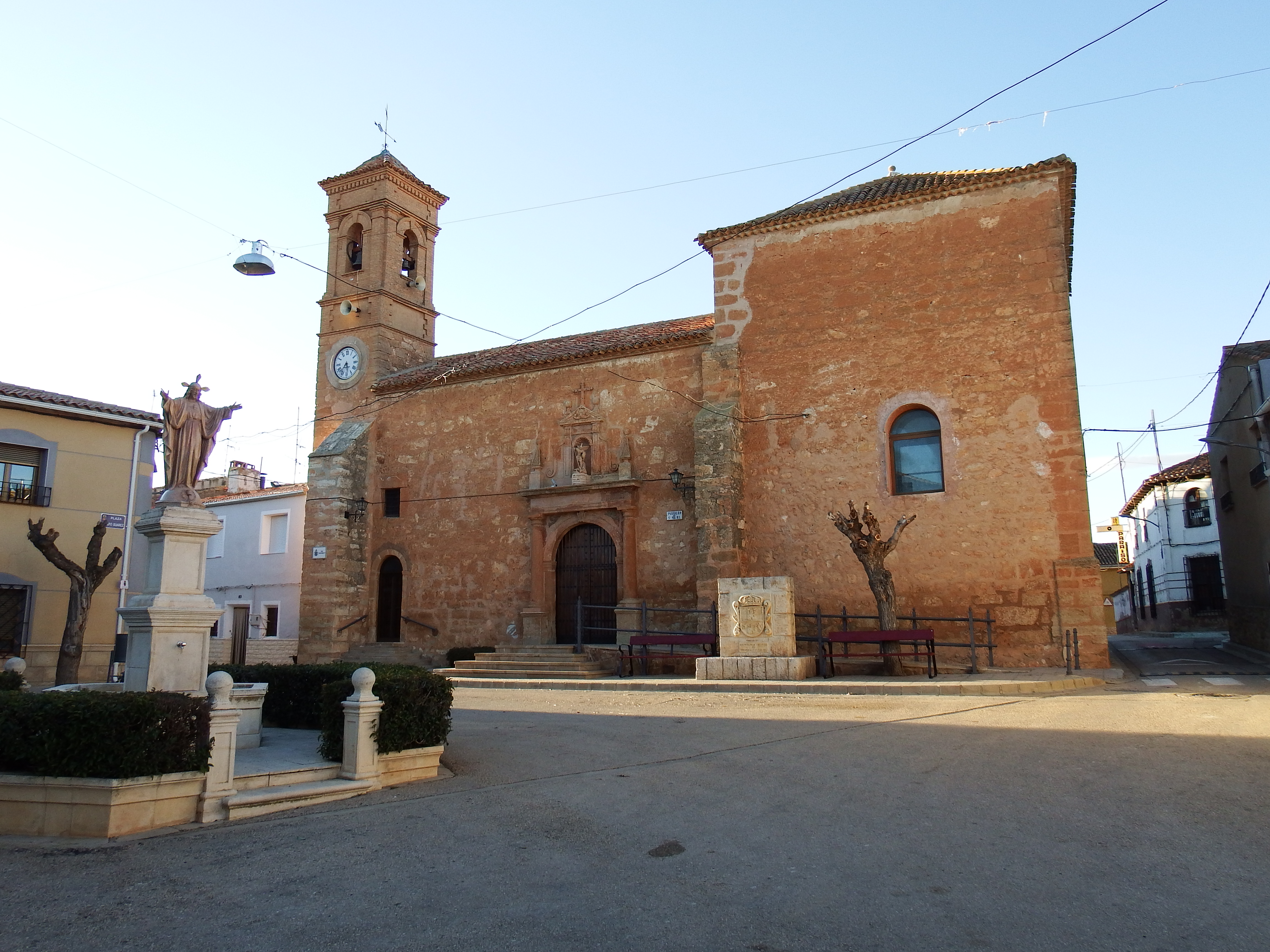
Michaeliskirche
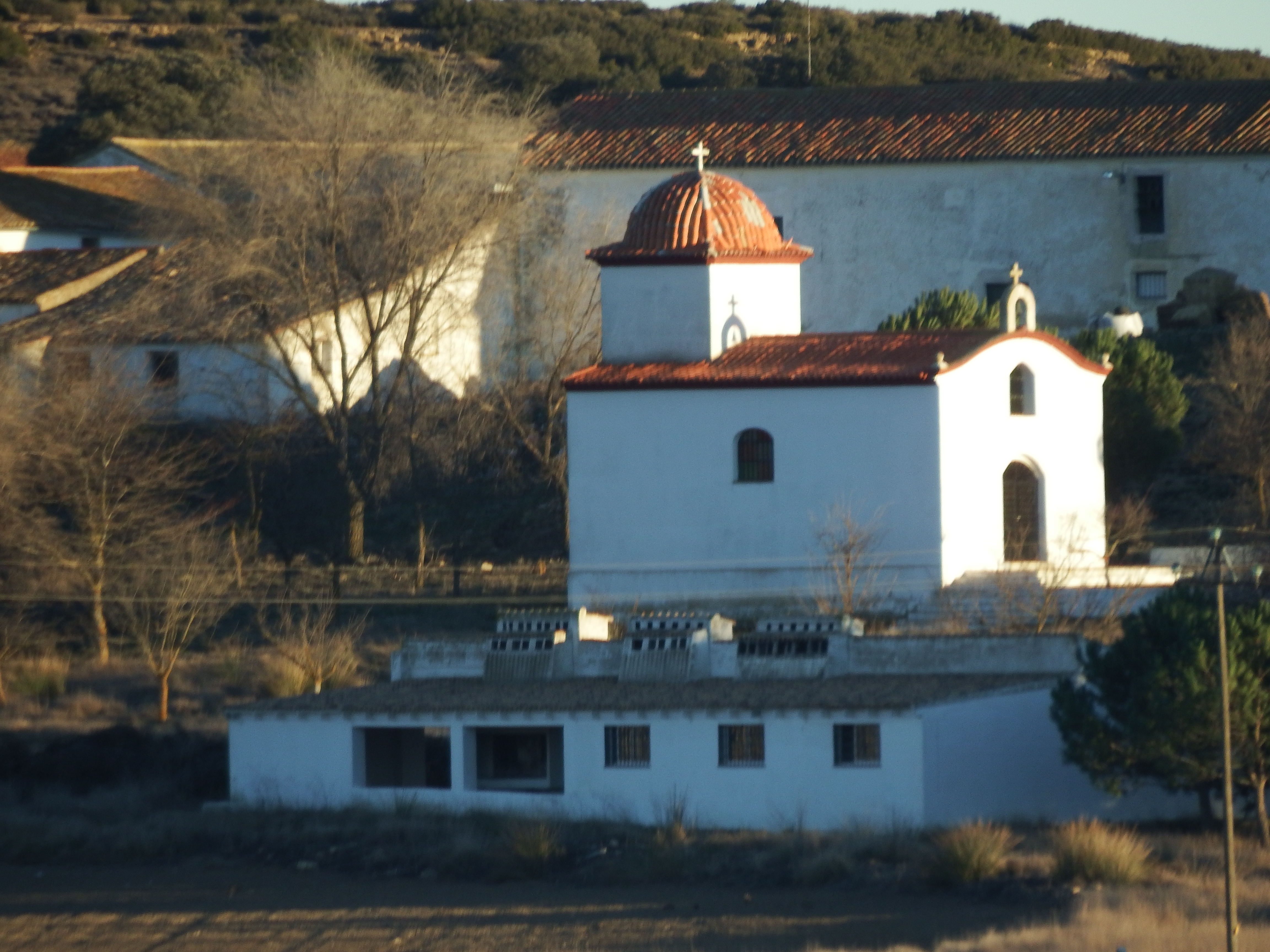
Isidorkapelle
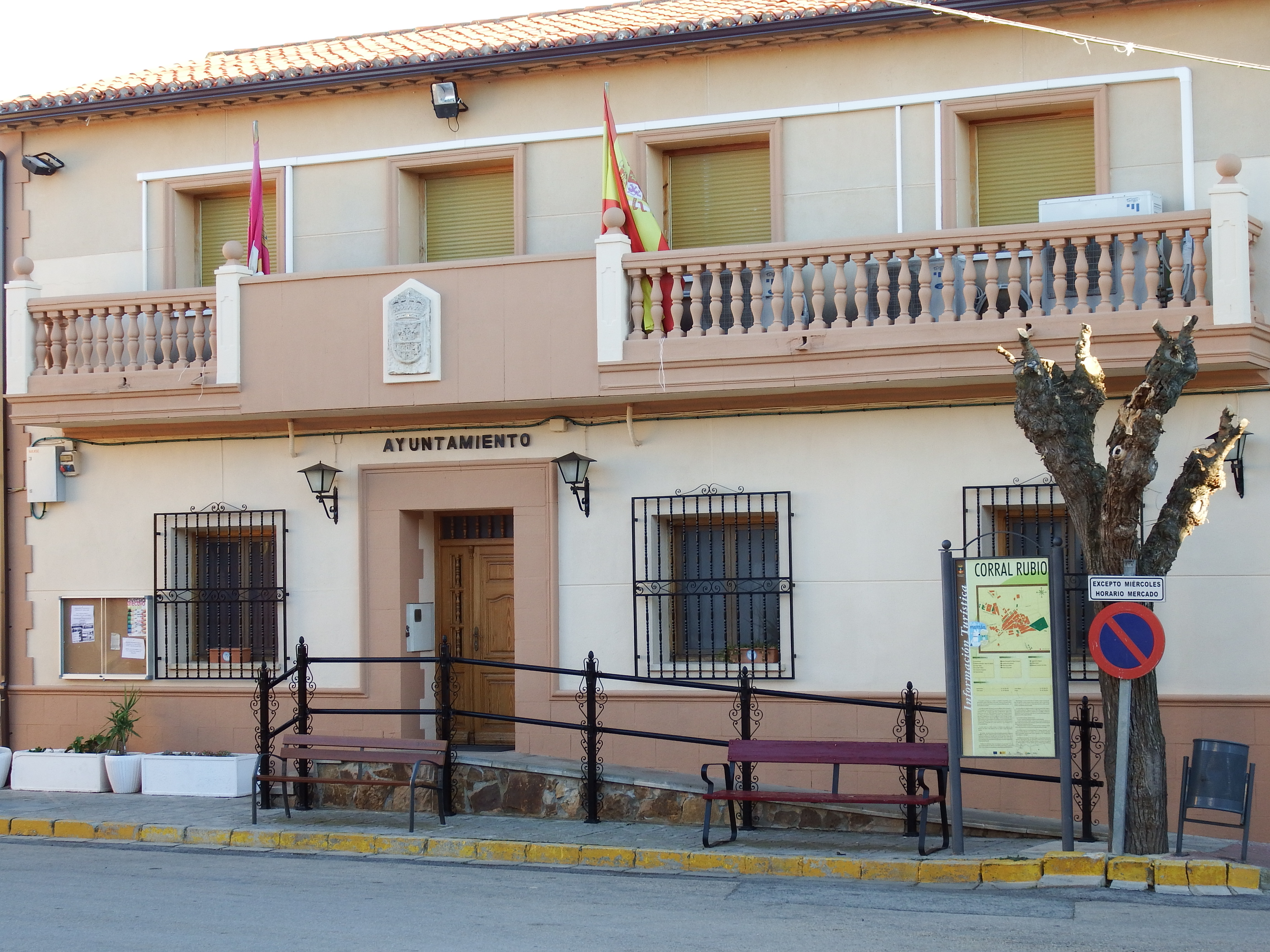
Rathaus